# Priscilla Jane Owens
Priscilla Jane Owens, född 1829, död 1899, engelsk sångförfattare och lärare. Hon finns representerad i Frälsningsarméns sångbok 1990 (FA).

## Sånger
- Har du ankarfäste (FA nr 548) skriven 1888.